# Högcellsstövslända
Högcellsstövslända (Blaste conspurcata) är en insektsart som först beskrevs av Jules Pièrre Rambur 1842.  Högcellsstövslända ingår i släktet Blaste, och familjen storstövsländor. Arten är reproducerande i Sverige.